# Sonia Guerra López
Sonia Guerra López (Barcelona, 9 de gener de 1977) és una política catalana. Va ser diputada del PSC que representa Barcelona al Congrés dels Diputats i les Diputades a la XIII i XIV legislatura. Actualment és Presidenta de l'Institut Català de les Dones, càrrec que compagina amb la secretaria general del Departament d’Igualtat i Feminisme. Ha sigut diputada al Congrés.

## Trajectòria
Nascuda a Manresa, la seva família es va instal·lar a Sant Boi quan ella tenia 2 mesos. Llicenciada en Història per la Universitat de Barcelona (2000). Màster en Estudis de Dones per la mateixa universitat (2002), va continuar els seus estudis amb un postgrau en Polítiques Socials i Comunitàries per la UAB (2007), i amb dos postgraus per ESADE. Va ser investigadora de la UB (2002-2005), i ha impartit classes a diferents títols universitaris i màsters de la UB i de la UAB sobre feminisme, polítiques socials, igualtat d'oportunitats i gestió pública.
Va iniciar la seva carrera professional al sector públic a Sant Boi de Llobregat, el municipi on viu des dels dos mesos d'edat, coordinant el projecte transnacional “Formació i capacitació política per a dones”. L'any 2016, ja a la Diputació de Barcelona, va dissenyar l'Institut de Formació Política per a Dones. Al gener del 2018 torna a l'Ajuntament de Sant Boi de Llobregat primer com a responsable del Servei de Benestar Personal i Comunitari i posteriorment com a Coordinadora de l'Àrea d'Igualtat i Drets socials. Finalment, des del 2018 i fins a la seva elecció com a diputada va exercir com a Coordinadora d'Alcaldia.
Com a Diputada a les Corts Generals, ha sigut la Portaveu de la Comissió Drets Socials i Polítiques Integrals de la Discapacitat, Secretària Primera de la Comissió de seguiment i avaluació d'Acords del Pacte d'Estat de Violència e Gènere,i Vocal de la Comissió d'Igualtat i Vocal de la Comissió de Drets de la Infància i Adolescència.
Al seu partit, és la Secretària de Polítiques Feministes del PSC. Anteriorment havia estat Secretària de Formació i Coordinadora de Política Municipal. A nivell territorial, milita a l'agrupació de Sant Boi de Llobregat, i és la Secretària de Política Municipal de la Federació del Baix Llobregat. Fins ara ha exercit els càrrecs de Secretària d'Igualtat i LGTBI, i Secretària de Polítiques Socials i Gent Gran en aquesta Federació.